# ثيودور ستارك ويلكينسون (ضابط)
ثيودور ستارك ويلكينسون (بالإنجليزية: Theodore Stark Wilkinson) هو ضابط أمريكي، ولد في 22 ديسمبر 1888 في أنابولس في الولايات المتحدة، وتوفي في 21 فبراير 1946 في نورفولك في الولايات المتحدة بسبب غرق.